# 하루카와35
하루카와 35(일본어: 春河 35 하루카와 산고[*]))는 일본의 만화가, 일러스트레이터이다. 여성으로, 가나가와현 요코하마시 출신이다.
2012년, 잡지 『영 에이스』에서 2013년 1월호부터 연재를 시작한 『문호 스트레이 독스』의 작화 담당으로 데뷔했다.

## 작품 목록

### 만화
- 문호 스트레이 독스 (원작:아사기리 카프카, 『영 에이스』 2013년 1월호[4] - 연재 중, 카도카와 쇼텐, 전 26권)

### 앤솔러지
- 『도검난부-ONLINE- 노벨&일러스트 앤솔러지ー 〜사쿠라〜』 2015년 9월 14일 발매[5], KADOKAWA - 본편 일러스트 참가[5]

### 일러스트
- 소라의 별(2012년[2], 미디어웍스 문고, 아스키 미디어웍스)
- SEVENTH HEAVEN(2013년, Rejet)
- 오즈와 비밀스러운 사랑(2014년, Rejet)

### 기타
- 어른의 독후감(オトナの読書感想文, 『망가 클럽』 2014년 4월호[6]) - 미야자와 겐지의 『은하철도의 밤(銀河鉄道の夜)』 소감 칼럼 게재[6]
- 도서실의 네버 지스타 드라마 CD(2014년 5월) - 부클릿 일러스트 기고[7]
- 사후 50년 다니자키 준이치로 전 - 현란한 이야기 세계(2015년 4월 4일[8] - 5월 24일[9], 가나가와 근대문학관 개최[8]) - 포스터 일러스트 그림[8]
- 아사기리 카프카와의 대담 (『월간 뉴 타입』2017년 2월호[10]）

## 참고 문헌
- 『신간 전망』 2014년 5월호, 일본출판 판매(인터뷰기사)